# George Phillips Bond
George Phillips Bond (20. svibnja 1825. – 17. veljače 1865.) bio je američki astronom. Bio je sin američkog astronoma Williama Crancha Bonda.
Njemu u čast je asteroid 767 Bondia dobio ime.

## Vanjske poveznice
- (eng.) The Bonds: Pioneers of American Astronomy